# Біле (Свецький повіт)
Біле (пол. Białe) — село в Польщі, у гміні Єжево Свецького повіту Куявсько-Поморського воєводства.
Населення — 134 особи (2011).
У 1975-1998 роках село належало до Бидгощського воєводства.

## Демографія
Демографічна структура станом на 31 березня 2011 року:
|          | Загалом | Допрацездатний вік | Працездатний вік | Постпрацездатний вік |
| -------- | ------- | ------------------ | ---------------- | -------------------- |
| Чоловіки | 69      | 17                 | 43               | 9                    |
| Жінки    | 65      | 11                 | 36               | 18                   |
| Разом    | 134     | 28                 | 79               | 27                   |